# Серо Ханзадян
Cepó Миколайович Ханзадян (вірм. Սերո Նիկոլայի Խանզադյան, 1915—1998) — вірменський радянський письменник.

## Життєпис
Серо Ханзадян нродився в Горісі, в родині землероба 20 листопада (3 грудня) 1915 року.
Після закінчення у 1934 році педагогічного технікуму в Горісі працював сільським вчителем. Також у 18-річному віці служив у лавах Червоної армії. Учасник німецько-радянської війни.
З липня 1941 року Серо Ханзадян воював на Західному фронті. У 1941 році був тяжко поранений і відправлений до госпіталю. З квітня 1942 року він командир мінометного взводу та командир мінометної роти 261-го стрілецького полку 2-ї стрілецької дивізії. Воював на Волховському, Ленінградському, 2-му Прибалтійському, 2-му і 3-му Білоруських фронтах. Брав участь у Синявінській, Мгінській, Ленінградсько-Новгородській, Новгородсько-Лужській, Псковсько-Островській, Прибалтійській та Ризькій операціях, боях з Курляндським угрупованням противника.

## Творчість
Особистий бойовий досвід Серо Ханзадяна у Другій світовій війні став поштовхом до створення «Щоденника бою» («Три роки: 291 день»). Роман, написаний у 1972 році, став одним з найвідоміших творів радянської військової художньої літератури того часу. У 1950 році він видав свій перший роман, присвячений обороні Ленінграда.
"Нереалізована смерть — це смерть, але усвідомлена смерть — вічність!. Роман «Земля» (т. 1-2, 1954—1955, виданий російською мовою в 1956—1957) розповідає про селян у післявоєнний період.
Серо Ханзадян часто згадує про історію вірмено-російських відносин у своїй «Мхитарі Спарапеті» (1961) та інших роботах. У одному зі своїх інтерв'ю письменник нагадав, що робота над оповіданням про Мхітара Спарапета і Давида Бека, великих захисників вірменської нації початку 18 століття, почалася ще під час війни. У «Мхітарі Спарапеті», як і в інших творах, у центрі уваги ідея сильної дружби між вірменським і російським народом. Робота «Хорувель» — це гімн сильній волі селянина, наполегливо слідуючи плугу, незважаючи на біль і спрагу.
Окрім війни, Серо Ханзадян пише про, як уже згадувалося, історію Вірменії і, зокрема, одну з найтемніших сторінок — Геноцид вірмен 1915 року
Відомий також історичним романом «Цариця Вірменська» історичний роман дії якого відбуваються в стародавній державі Хайаса в 2 тисячолітті до н.е.
Роман розповідає про зусилля вірменських правителів об'єднати розрізнені князівства в централізовану державу.

## Громадська діяльність
Серо Ханзадян був членом ВКП(б) з 1943 року.
З 1989 по 1991 роки обирався народним депутатом Верховної Ради СРСР 12 скликання.

## Смерть

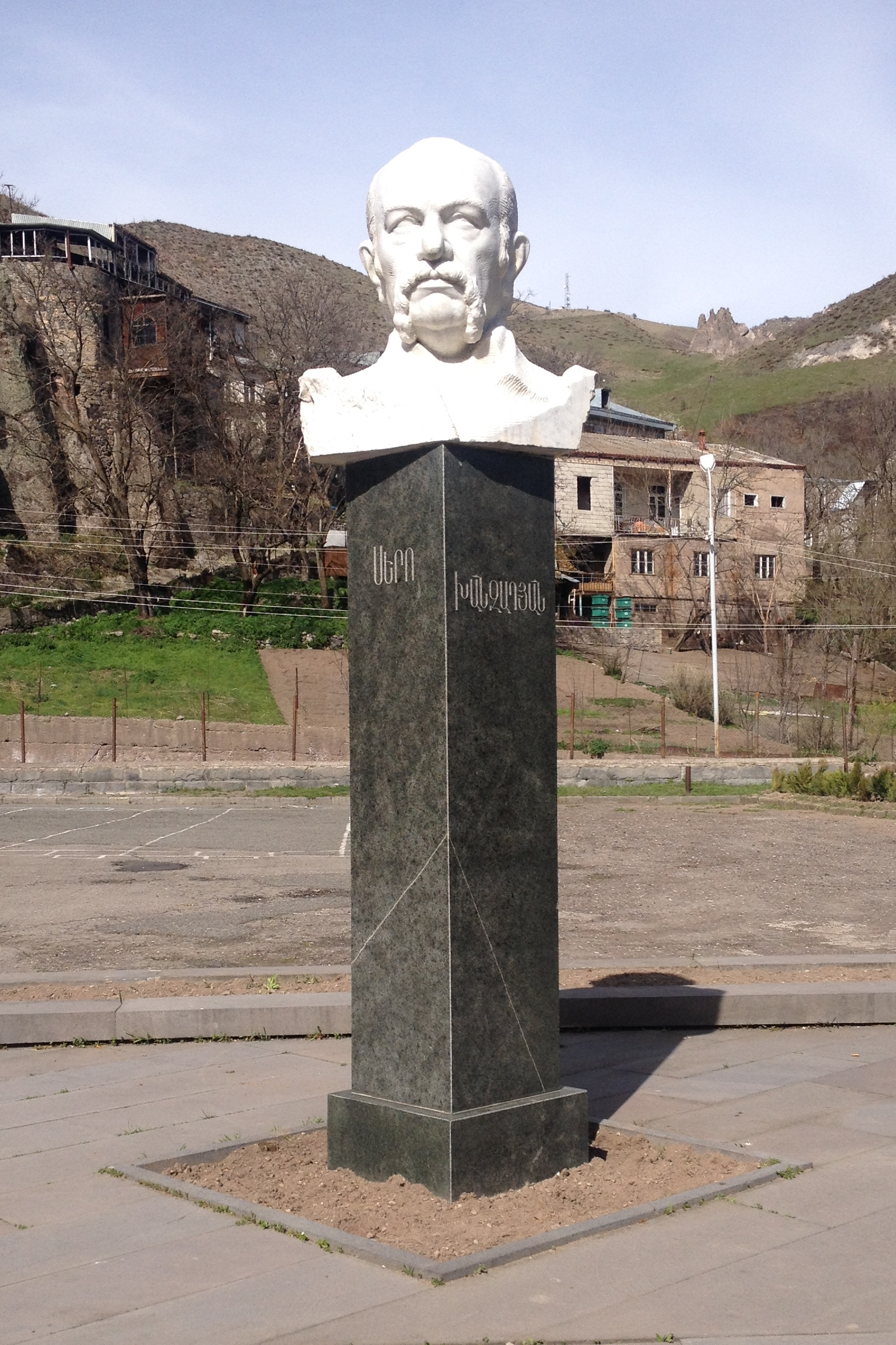
Пам'ятник Серо Ханзадяну в Горі

Помер Серо Ханзадян 26 червня 1998 року. Похований в Пантеоні імені Комітаса (Єреван).

## Нагороди та премії
- Герой Соціалістичної Праці (16.11.1984)
- орден Леніна (16.11.1984)
- орден Вітчизняної війни I ступеня (11.03.1985)
- орден Вітчизняної війни II ступеня (11.04.1945)
- два ордени Трудового Червоного Прапора (27.06.1956; 04.12.1975)
- орден Червоної Зірки (19.03.1944)
- орден «Знак Пошани» (02.12.1965)
- медалі
- Державна премія Вірменської РСР
- Почесний громадянин Єревана (1985)[7].